# Alain Renaud
Pour les articles homonymes, voir Renaud.
Alain Renaud (né le 17 août 1961 à Bourges) est un coureur cycliste français, actif chez les amateurs.

## Biographie
Ancien membre du CC Vierzon, Alain Renaud s'impose sur Paris-Vierzon en 1980, devant un certain Laurent Fignon. En 1982, il remporte Paris-Connerré ainsi que la Flèche d'or européenne, avec Denis Roux. Il termine également deuxième du Grand Prix de France et troisième du Grand Prix des Nations amateurs.
Lors de la saison 1983, il participe au Circuit de la Sarthe, à la Course de la Paix et au Tour de l'Avenir sous les couleurs de l'équipe de France amateurs. La même année, il se classe vingtième du championnat du monde du contre-la-montre par équipes. En 1984, il devient champion de France du contre-la-montre par équipes, avec son comité régional. Il ne franchit toutefois jamais le cap du professionnalisme.

## Palmarès
- 1980
  - Paris-Vierzon :
    - Classement général
    - 2e étape (contre-la-montre)
- 1981
  - 3e du championnat de France des comités
  - 3e de Paris-Vierzon
- 1982
  - Flèche d'or européenne (avec Denis Roux)
  - Paris-Connerré
  - 2e de Paris-Fécamp
  - 2e du Grand Prix de France
  - 3e du championnat de France des comités
  - 3e du Grand Prix des Nations amateurs
- 1984
  -  Champion de France des comités[n 1]
  - 2e du Tour du Loiret
  - 3e du Circuit des Monts du Livradois
- 1985
  - 3e du Circuit de la Vallée de la Creuse
- 1986
  - 2e du championnat de France des comités